# Parentucellia viscosa
Parentucellia viscosa – вид рослин родини вовчкові (Orobanchaceae).

## Біоморфологічна характеристика
Однорічна трав'яниста, світло-зелена, пряма, як правило, нерозгалужена, 10–50 см заввишки. Листя супротивні, довгасті, довжиною 12 мм і шириною 5 мм, глибоким зубчасті особливо вищі. Зазвичай щільні суцвіття, протяжністю до 20(35) см. Віночок 15–25(28) мм, жовтий, запушений. Волохаті пиляки. Волохаті зверху коробочки, циліндрично-яйцеподібні, довжиною 1 см, тупі. Дрібне насіння 0,3–0,4 мм, світло-коричневе. Цвітіння і плодоношення з березня по червень.

## Середовище проживання
Західна і Південна Європа, Північна Африка, Південно-Західна Азія, Макаронезія (крім Кабо-Верде); введений в Америці та Австралії. Пасовища, луки, рови і насипи, переважно мокрі; 0–1400 м.

## Галерея

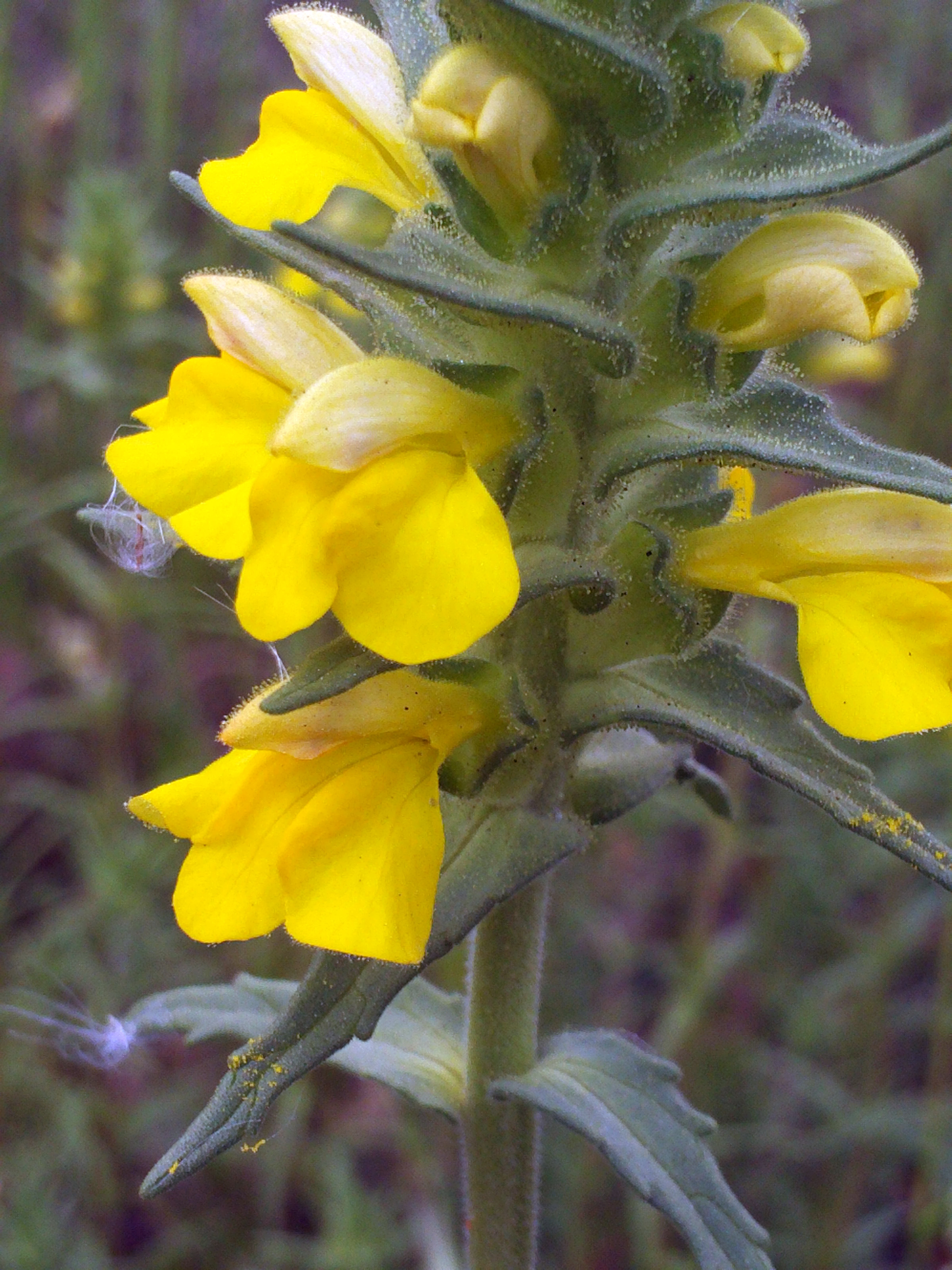